# Ei-Ersatz
Als Ei-Ersatz bezeichnet man Nahrungsmittel, die geschmacklich oder optisch sowie als Zutat bei der Zubereitung von Speisen Eiern – Vollei beziehungsweise Eiklar oder Eigelb – ähneln.

## Frischei-Ersatz
Ersatzprodukte für Frischei bestehen aus haltbargemachten Eibestandteilen. Darunter fallen Flüssigei, Gefrierei sowie Eipulver. Diese können die Vorteile einer leichteren Handhabung, eines billigeren Preises sowie einer geringeren Gefahr für Lebensmittelvergiftungen bieten, und kommen hauptsächlich in der Lebensmittelindustrie zum Einsatz.
Produkte auf Basis von Frischei-Ersatzprodukten dürfen den Begriff Frischei nicht führen, da es sich dabei um eine Verkehrsbezeichnung handelt.

## Pflanzlicher Ei-Ersatz
Analog zum Frischei-Ersatz kann der Einsatz pflanzlichen Ei-Ersatzes mit einer leichteren Handhabung, einem billigeren Preis sowie einer geringeren Gefahr für Lebensmittelvergiftungen verbunden sein. Des Weiteren wird pflanzlicher Ei-Ersatz unter anderem von Veganern, Lacto-Vegetariern sowie Menschen mit Hühnereiallergie oder erhöhtem Cholesterinspiegel verwendet.

### Produkte
Zur Vermischung von Fett und Wasser (Emulsion) trägt bei Eiern unter anderem das enthaltene Lecithin bei. Ein in der Lebensmittelindustrie weit verbreitetes pflanzliches Lecithin ist Sojalecithin.
Für Schaum aus Eiern, etwa Eischnee als Zutat für Gebäck, existieren einige pflanzliche Alternativen mit entsprechenden Eigenschaften, zum Beispiel Aquafaba. Pflanzliche Alternativen mit vergleichbaren Eigenschaften als Binde- beziehungsweise Verdickungsmittel sind etwa pflanzliches Pektin und Agar. Eine Alternative zum Ei als Feuchtigkeitsspender, etwa in süßem Gebäck, stellt Seidentofu dar.
Neben den genannten funktionalen Eigenschaften dient Ei auch als Farb- und Geschmacksgeber. Eine vergleichbare Färbung erreicht man etwa mit Safran, Kurkuma oder Lebensmittelfarbstoff. Kala Namak beispielsweise ist ein traditionelles indisches Würzmittel, dessen schwefeliger Geschmack und Geruch denen von Eiern ähnelt.
Ende Oktober 2021 wurde von der Migros ein hartgekochtes veganes Ei als Weltneuheit präsentiert, welches von der Migros-Tochter Elsa hergestellt wird.